# Silanion
Silanion (Atene, ... – ...; fl. IV secolo a.C.) è stato uno scultore, bronzista e teorico greco antico attivo, tra il 360 e il 330 a.C. circa, prevalentemente ad Atene e a Olimpia, ma si conservano iscrizioni con il suo nome a Pergamo e a Efeso. Vitruvio lo ricorda come autore di un trattato teorico in cui stabilì un proprio canone proporzionale, rimasto ignoto.

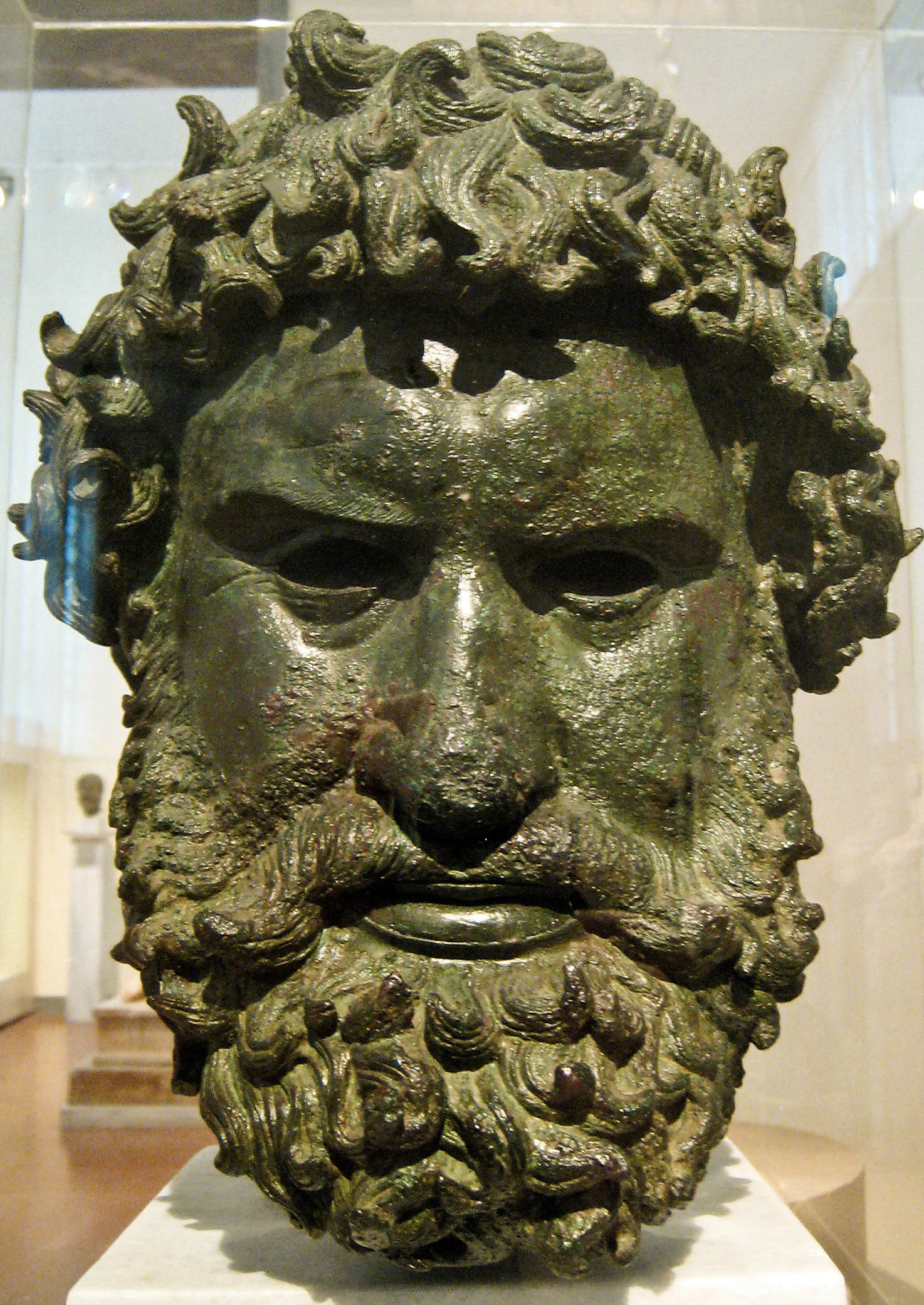
Testa bronzea di pugilatore, forse Satyros, attribuita a Silanion.
Atene, Museo archeologico nazionale Br. 6439.

Fu autodidatta secondo Plinio (Nat. Hist., XXXIV, 51) e famoso soprattutto come ritrattista. Tra le sue opere si ricordano un ritratto, più volte copiato in età ellenistica, di Platone (Diogene Laerzio, III, 25), dedicato alle Muse da Mitridate di Persia nell'Accademia di Atene, un ritratto di Saffo (Cicerone, in Verrem, II, IV, 57.126) rappresentata come decima Musa, una statua di Giocasta (Plutarco, Moralia 674A) che costituisce uno dei primi esempi di sculture ispirate agli eroi della tragedia greca, una statua raffigurante lo scultore ateniese Apollodoro, rappresentato con grande realismo, in uno dei suoi molti momenti di esagerato perfezionismo e di sdegno, durante i quali distruggeva le sue opere per insoddisfazione.
Numerose anche le statue di atleti fra le quali si conserva un originale di discussa attribuzione (Atene, Museo archeologico nazionale Br. 6439): la testa bronzea del pugilatore Satyros vincitore alle Olimpiadi del 332-328 a.C. (Pausania, VI, 4.5).
Difficile formulare un giudizio critico su Silanion data la scarsa conoscenza di opere sicure, sia pure in copie; le uniche attribuzioni non esclusivamente ipotetiche sono quelle riguardanti il Platone e il Satyros. Il suo Platone è considerato come il primo ritratto individualizzato in senso sia fisionomico che caratteriale (v. Ritratto ellenistico); l'accentuazione della fisionomia sembra d'altra parte aver condotto Silanion al grottesco come si può vedere nel ritratto di Satyros, quasi una maschera caratterizzata da un grande virtuosismo tecnico.